# Helge Schneider
Pour les articles homonymes, voir Schneider.
Helge Schneider, né le 30 août 1955 à Mülheim an der Ruhr (Allemagne), est un humoriste, musicien de jazz multi-instrumentiste, auteur, metteur en scène, réalisateur et acteur allemand.

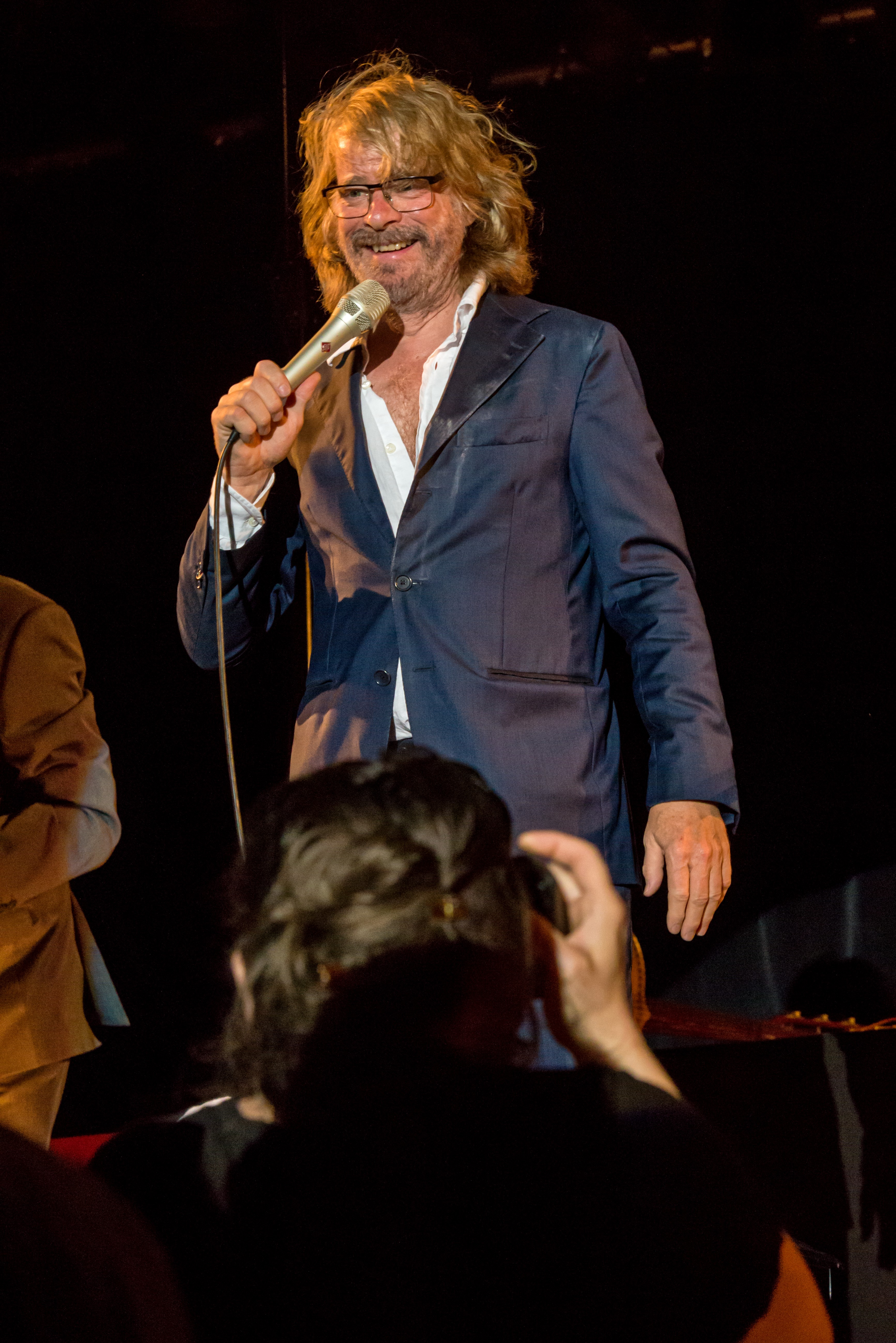
Helge Schneider. Zelt-Musik-Festival 2017 à Fribourg, Allemagne.

Les œuvres de Schneider sont un mélange non conventionnel d'humour, de parodie et de musique influencée par le jazz. Elles impliquent la spontanéité et l'improvisation en tant qu'éléments importants.

## Biographie

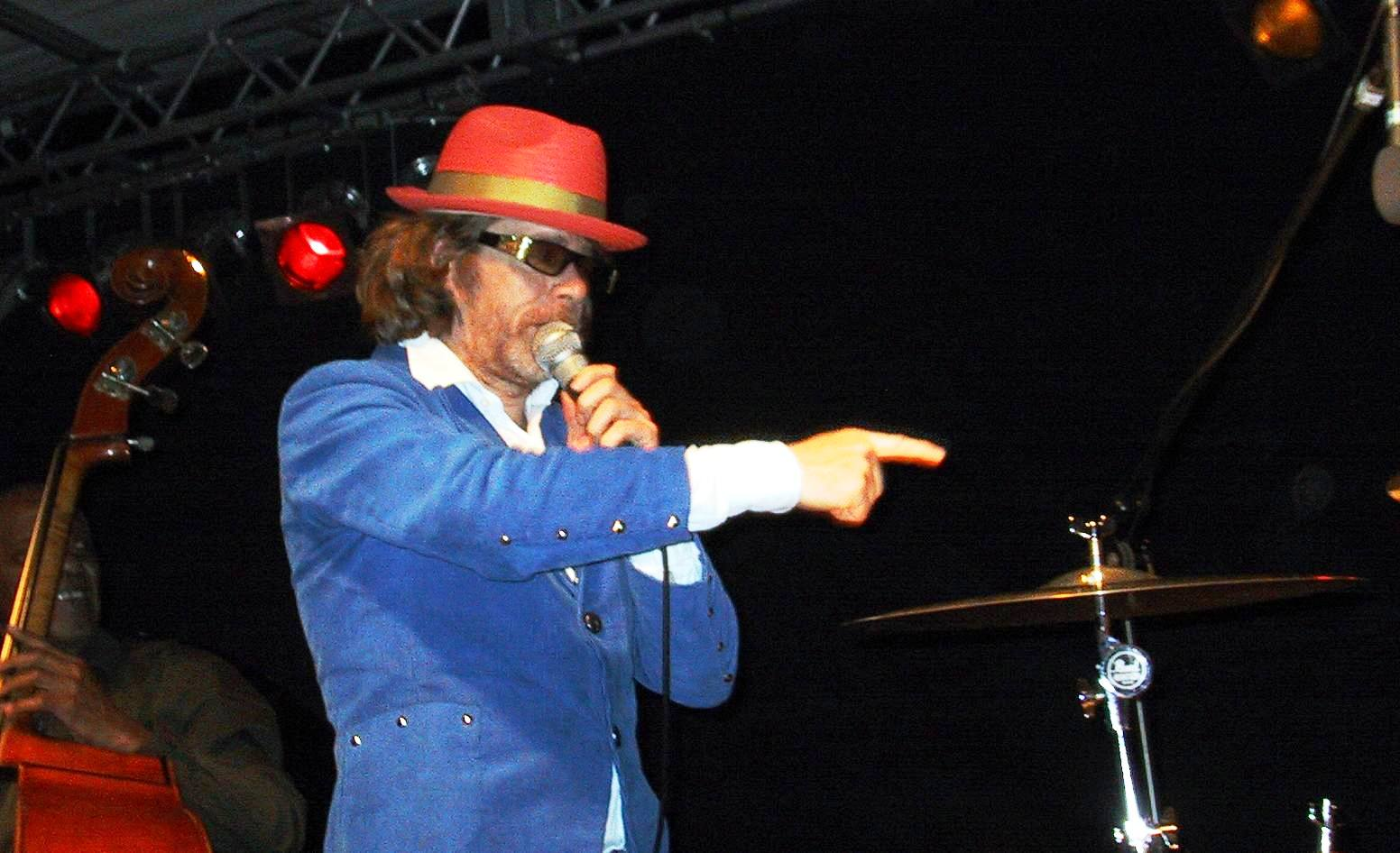
Helge Schneider 2002.

Schneider a écrit neuf livres, dont une autobiographie, et une comédie musicale, Mendy - das Wusical, dont la première a eu lieu au théâtre de Bochum en 2004.
En 1993, il joua sous le chapiteau du Berliner Kabarett Anstalt  son spectacle Guten Tach Auf Wiedersehen! (Bonjour au revoir !). alors qu'il habitait dans un camping-car stationné sur la Potsdamer Platz.
Ses techniques comiques sont souvent qualifiées d'uniques, extrêmement anarchiques et comprennent la parodie, l'utilisation du dialecte local le Ruhrdeutsch de la région de la Ruhr, l'utilisation inattendue d'un langage infantile et d'autres transitions stylistiques inattendues, le slapstick (humour physique), Dada - absurdité absolue, utilisation soudaine et inattendue de l'humour cru ou sexuel, références à la culture nationale et internationale supérieure et inférieure, et jeu et exagération phonétiques et déclamatoires. De vastes parties de son matériel sont profondément enracinées dans la langue allemande et sont quasiment intraduisibles.
En 2022, il reçoit le Prix littéraire de Cassel pour l'humour grotesque de haut niveau.

## Filmographie

### Comme réalisateur
- 1982 : The Privatier (non publié)
- 1987 : Stangenfieber
- 1993 : Texas - Doc Snyder quitte Welt à Atem
- 1994 : 00 Schneider - Jagd auf Nihil Baxter
- 1996 : Praxis Dr. Hasenbein (de)
- 2004 : Jazzclub - Der frühe Vogel fängt den Wurm
- 2013 : 00 Schneider - Im Wendekreis der Eidechse

### Comme acteur
- 1986 : Johnny Flash : Johnny Flash
- 1994 : Felidae : Jesaja (voix)
- 2004 : 7 nains - Des hommes seuls dans le bois : "The White (ou Wise) Helge"
- 2004 : Space Movie (Traumschiff Surprise - Periode 1 - chant)
- 2007 : Mon Führer : la Vraie Véritable Histoire d'Adolf Hitler : Adolf Hitler